# 자율형 공립 고등학교
자율형 공립 고등학교(自律形公立高等學校, 약칭 '자공고')는 대한민국 고등학교의 한 형태로, 지방정부가 육성하는 새로운 개념의 공립학교이다.
처음에는 '개방형 자율학교'라고 하였다가 자율형 사립 고등학교가 등장하면서 이에 대칭이 되는 표현인 '자율형 공립 고등학교'로 명칭을 변경하였다. 외국어고등학교, 과학 고등학교 등 특수목적 고등학교와 자율형 사립 고등학교에 대응하는 진보한 형태의 공교육 모델을 만드는 것이 목표(대부분 정시를 지향)이다.
자공고는 혁신 의지가 강한 운영 주체에 학교 운영권을 위탁해 교육과정과 교수법 등을 개혁적으로 운영하는 학교를 말한다. 운영 주체는 대학, 민간단체, 공모 교장 등에게 개방된다. 학교장의 인사권을 확대해 우수교사 초빙 등의 권리도 준다. 교육력 극대화를 위해 지역사회와의 유기적 연계를 강조하는 지역사회학교를 지향한다.